# Olefwa Torstensdotter
Olefwa Torstensdotter, död 1679 i Ronneby, var en dansk kvinna som blev avrättad för häxeri i Blekinge. Hon stod åtalad i den enda kända häxprocessen i Blekinge. 
Olefwa Torstensdotter tillhörde de utstötta i bondesamhället och hade fyra utomäktenskapliga barn. 
1679 åtalades tiggaren Bengta Bengtsdotter för att ha förorsakat borgarfrun Margareta Feier sjukdom genom trolldom. Hon hade utfört denna trollkonst genom att kasta salt på Feiers vägg, och hon utpekade Olefwa som den som hade gett henne saltet och lärt henne hur hon skulle utföra trollkonsten. Olefwa och Bengta underkastades tortyr på sträckbänken. I Sverige var detta egentligen förbjudet, men Blekinge rådde fortfarande under dansk lag. Bengta utpekade Elin i Lönnemåla för trollkonster, och avled sedan under tortyren, medan Olefwa vägrade bekänna trots tortyr. Häxprocessen ägde rum under medverkan av kyrkoherden i Ronneby, Knut Hahn, som var en pådrivande kraft. 
Elin i Lönnemåla dömdes till landsförvisning, medan Olefwa avrättades genom halshuggning och därefter brändes. 
År 2011 begärde ett medborgarförslag att Knut Hahnsskolan skulle byta namn på grund av Hahns medverkan i häxprocessen.